# Usingeriessa
Usingeriessa is een geslacht van vlinders van de familie van de grasmotten (Crambidae), uit de onderfamilie van de Acentropinae. De wetenschappelijke naam en de beschrijving van dit geslacht zijn voor het eerst gepubliceerd in 1956 door William Harry Lange.

## Soorten
- Usingeriessa brunneosuffusa (Hampson, 1917)
- Usingeriessa brunnildalis (Dyar, 1906)
- Usingeriessa decoralis (Dognin, 1905)
- Usingeriessa hemilitha (Meyrick, 1936)
- Usingeriessa nigrifusalis (Dognin, 1911)
- Usingeriessa onyxalis (Hampson, 1897)
- Usingeriessa psalmoidalis (Schaus, 1924)
- Usingeriessa sinitalis (Schaus, 1906)
- Usingeriessa symphonalis (Dyar, 1914)
- Usingeriessa tamanalis (Schaus, 1924)
- Usingeriessa trespasalis (Dyar, 1926)